# 臺南市歸仁區紅瓦厝國民小學
臺南市歸仁區紅瓦厝國民小學（簡稱紅瓦厝國小），是一所位於中華民國臺南市歸仁區的市立國民小學。

## 沿革
- 2002年8月核派臺南縣政府教育局葉澤山課長兼任歸仁文小二籌備處主任，正式開始籌設建校。
- 2003年7月第一期校舍工程動土，由徐岩奇建築師規劃設計，弘樺營造有限公司得標承攬，於2004年7月完工；第二期校舍工程亦於2006年12月完工啟用。
- 2004年8月1日正式設校。

## 歷屆校長
| 屆 | 姓名   | 任期年份             | 備註           |
| -- | ------ | -------------------- | -------------- |
| -  | 葉澤山 | 2003年8月－2007年7月 | 兼任籌備處主任 |
| -  | 莊淑惠 | 2003年8月－2004年7月 | 籌備處主任     |
| 1  | 莊淑惠 | 2004年8月－2007年7月 |                |
| 2  | 謝水乾 | 2007年8月－2011年7月 |                |
| 3  | 連久慧 | 2011年8月－2019年6月 |                |
| -  | 陳進添 | 2019年7月－2019年7月 | 代理           |
| 4  | 劉英國 | 2019年8月—2022年7月  |                |
| 5  | 陳沅   | 2022年8月–至今       |                |

## 外部連結
- 臺南市歸仁區紅瓦厝國民小學（页面存档备份，存于）